# Rusalka (Dvořák)

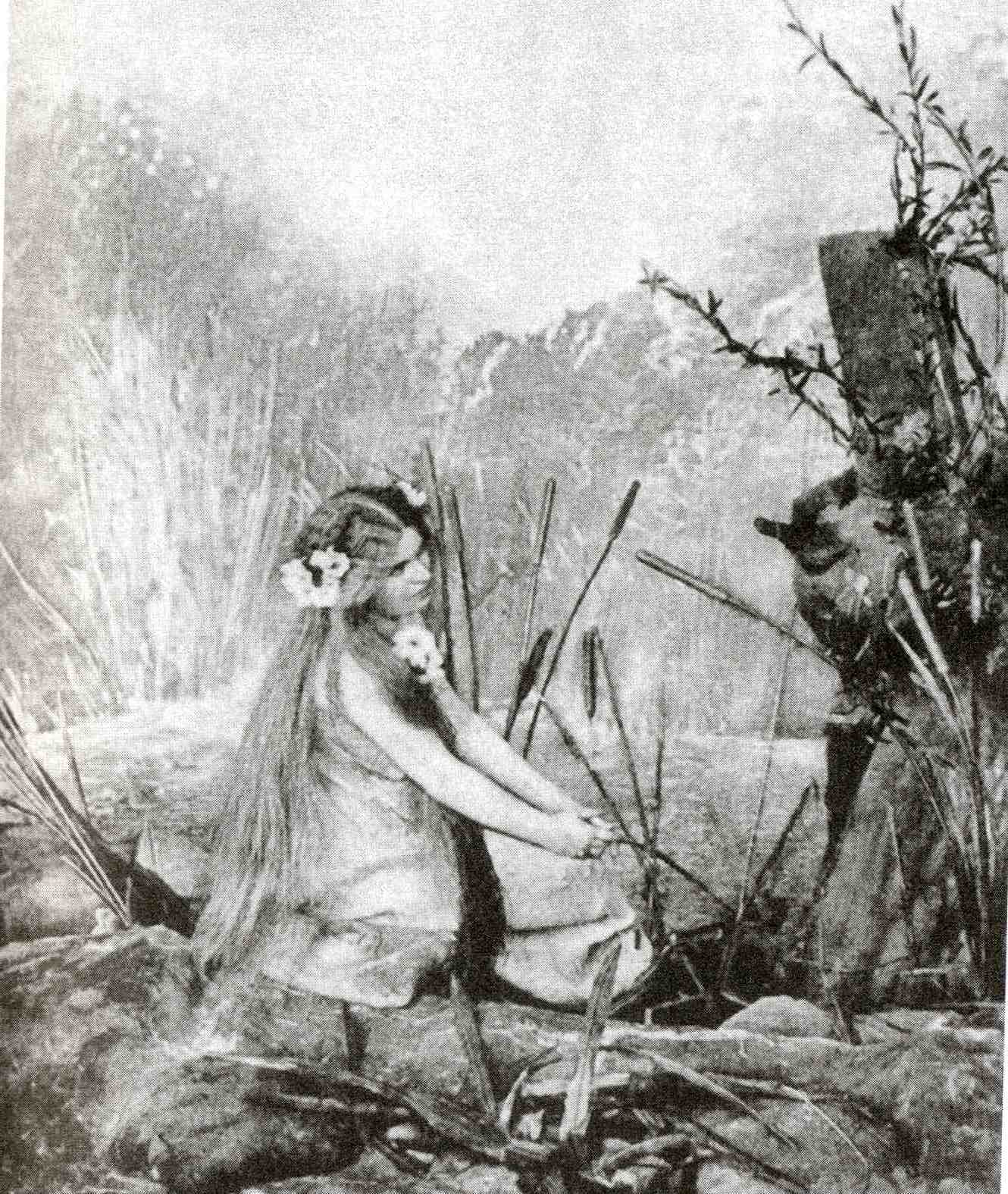
Růžena Maturová ca prima Rusalka la premiera din 1901

Rusalka  (titlul original: în cehă Rusalka) este o operă în trei acte compusă de Antonín Dvořák,
al cărui libret a fost scris de Jaroslav Kvapil, premiera având loc la „Národní divadlo” în Praga.

## Personaje
- prințul (tenor)
- Rusalka – o nixă (Soprană lirică)
- Vodník – Omul apelor (bas)
- Ježibaba – vrăjitoarea (mezzo-soprană)
- prințesa străină (soprană)
- pădurarul/paznicul (tenor)
- vânătorul (tenor)
- băiatul de la bucătărie (soprană)
- trei ondine (alto și 2 soprane)
- nixe, ondine, oaspeți la nuntă, vânători[1]

## Rezumat

### Actul I
Pe o pajiște de lângă lacul din pădure, cântă și dansează câteva nixe în frumoasa noapte cu lună. Veselia îl atrage acolo și pe Omul apelor tocmai din adâncimea lacului. Numai nixa Rusalka este tristă, căci este îndrăgostită de un prinț, care vine adesea să facă baie în lac. De dragul lui ea dorește să devină om și să primească un suflet omenesc, pe iubit să îl poată cuceri pentru ea. Degeaba încearcă Omul apelor să o avertizeze pe fata îndrăgostită, ea totuși nu renunță și la sfatul acestuia o caută pe vrăjitoarea Ježibaba, care o poate transforma într-o ființă umană. Vrăjitoarea îi îndeplinește dorința Rusalkăi, cu condiția ca să rămână mută ca om și să se întoarcă în împărăția apelor dacă nu va obține dragostea prințului. Îi mai prezice că Rusalka se va întoarce dezamăgită dar aceasta nu se lasă descurajată de la planul ei.
Prințul sosește la lac cu un alai vânătoresc, o zărește pe Rusalka transformată într-o frumusețe minunată, o curtează și o ia ca mireasă la castelul său.   

### Actul II
La castel, oaspeții invitați la nuntă o întâlnesc pe mireasa lipsită de grai privind-o cu neîncredere. Pentru aceștia, frumoasa dar străina mută, le provoacă oarecum neliniște. Ei văd deja că prințul este tulburat de inexplicabila ei tăcere și că atenția lui este îndreptată spre o prințesă străină iar dragostea sa pentru Rusalca a început să se răcească. 
Întristată, ea vede cum iubitul ei prinț o salută pe străina prințesă și o prezintă oaspeților drept mireasa sa. 
Omul apelor o consolează pe Rusalka ce își recapătă graiul și își deplânge soarta sa nefericită. 
Cănd a apărut prințul cu prințesa, Rusalka încearcă rugător să-l recucerească dar fără rezultat. Omul apelor îi anunță soarta și pleacă trăgând-o pe Rusalka după el. Prințul rămâne singur, deoarece și prințesa l-a părăsit.

### Actul III
Rusalka își deplănge soarta tristă. Vrăjitoarea o sfătuiește să-l omoare pe prinț, ca să se salveze, dar nixa o refuză căci ea încă îl iubește.  
După ce Omul apelor i-a gonit pe vânător și pe băiatul de la bucătărie care au rugat-o pe vrăjitoare să-l ajute pe prințul bolav de tristețe, le povestește nixelor de soarta Rusalkăi. În sfârșit apare prințul căit pe malul lacului, mânat de dorul Rusalkăi. Aceasta îl acuză pe prinț de încălcarea jurământului de dragoste. Îl avertizează să nu o sărute pentru că astfel va muri, dar prințul se simte binecuvântat să o vadă din nou și totuși o sărută, dar moare în brațele ei. Însă Rusalka nu este izbăvită, trebuind să rătăcească la nesfârșit în lume, ca o luminiță pribeagă, ducând răul destinat oamenilor. 